# Риволи
Ри́воли (итал. Rivoli, пьем. Rìvole) — итальянская коммуна с населением 48 687 жителей в Метрополии города Турин в Пьемонте, расположенная в столичном регионе столицы Пьемонта, примерно в 15 км к западу от Турина и сразу после коммуны Колленьо.
Риволи граничит со следующими муниципалитетами: Турин, Пьянецца, Казелетте, Альпиньяно, Колленьо, Роста, Грульяско, Вилларбассе, Ривальта ди Торино, Орбассано.
Покровительницей города почитается Пресвятая Богородица (Madonna della Stella), празднование 21 сентября.

## История
По неподтверждённым археологическими и историческими данными источникам, считается, что до романского завоевания области вблизи современного Риволи населяли таврины, племя лигуров, которые после IV века, скорее всего, присоединились к кельтам, пришедшим из южных районов Франции. Эта территория была завоевана римлянами в 221 году до нашей эры.
Не путать с Риволи в провинции Верона, где в 1797 году 14-15 января произошла известная битва между войсками Наполеона Бонапарта и австрийской армией под командованием генерала И. Альвинци.

## Главные достопримечательности
Риволи известен замком (итал. Castello di Rivoli) — недостроенной резиденция королевского дома Савойских, где сейчас размещается Музей современного искусства.
Другие достопримечательности:
- Дом XIV века Каса дель Конте Верде (итал. Casa del Conte Verde)
- Палаццо Пьоццо (итал. Palazzo Piozzo)
- парк Вилла Колла (итал. Villa Colla)
- Музыкальный дом (фр. La Maison Musique) — бывшая бойня.

## Известные жители и уроженцы
- Виктор-Амадей II
- Карл Эммануил I

## Города-побратимы
- Крань, Словения
- Мольет-дель-Вальес, Испания (Каталония)
- Монтелимар, Франция
- Равенсбург, Германия

## Топонимы в других городах, связанные с Риволи
В честь победы Наполеона в Риволи Веронезе, в Париже названа одна из центральных улиц города, на которой располагаются, в частности, Лувр и здание мэрии.